# Diskretes stochastisches Integral
Das diskrete stochastische Integral ist in der Wahrscheinlichkeitstheorie eine Möglichkeit, zwei stochastische Prozesse in diskreter Zeit zu verknüpfen, um aus ihnen einen weiteren stochastischen Prozess zu erstellen. Ist insbesondere einer der beiden Prozesse ein Martingal, so spricht man auch von der Martingaltransformation.

## Definition
Gegeben sei eine Filtrierung {\displaystyle \mathbb {F} =({\mathcal {F}}_{n})_{n\in \mathbb {N} }} und ein reeller Prozess {\displaystyle (X_{n})_{n\in \mathbb {N} }}, der {\displaystyle \mathbb {F} }-adaptiert ist. Sei außerdem {\displaystyle (H_{n})_{n\in \mathbb {N} }} ein weiterer reeller Prozess, der {\displaystyle \mathbb {F} }-vorhersagbar ist. Dann heißt der für {\displaystyle n\in \mathbb {N} } durch
{\displaystyle (H\cdot X)_{n}:=\sum _{m=1}^{n}H_{m}(X_{m}-X_{m-1})}
definierte stochastische Prozess {\displaystyle (H\cdot X)} das diskrete stochastische Integral von {\displaystyle H} bezüglich {\displaystyle X}. Ist {\displaystyle X} ein Martingal, so heißt {\displaystyle (H\cdot X)} die Martingaltransformierte von {\displaystyle X}.

## Beispiel: gestoppter Prozess
Gegeben sei ein reeller stochastischer Prozess {\displaystyle X} mit erzeugter Filtrierung {\displaystyle \mathbb {F} } und eine Stoppzeit {\displaystyle \tau } bezüglich {\displaystyle \mathbb {F} }. Dann ist der Prozess {\displaystyle H_{n}:=\mathbf {1} _{\{\tau \geq n\}}} auch {\displaystyle \mathbb {F} }-vorhersagbar. Das diskrete stochastische Integral ist dann
{\displaystyle (H\cdot X)_{n}=X_{0}+\sum _{m=1}^{n}\mathbf {1} _{\tau \geq m}(X_{m}-X_{m-1})={\begin{cases}X_{n}&{\text{ falls }}n<\tau \\X_{\tau }&{\text{ falls }}n\geq \tau \end{cases}}}.
Das ist dann genau der gestoppte Prozess {\displaystyle (X_{\min(n,\tau )})_{n}} bezüglich {\displaystyle \tau }.

## Eigenschaften
Sei {\displaystyle X} ein adaptierter, reeller Prozess mit {\displaystyle \operatorname {E} (|X_{0}|)<\infty }. Dann gilt:
- {\displaystyle X} ist genau dann ein (Sub-)Supermartingal, wenn {\displaystyle H\cdot X} ein (Sub-)Supermartingal ist für jedes vorhersagbare {\displaystyle H\geq 0}, das lokal beschränkt ist, für das also {\displaystyle 0\leq H_{n}<\infty } für alle {\displaystyle n} gilt.
- {\displaystyle X} ist genau dann ein Martingal, wenn {\displaystyle H\cdot X} ein Martingal ist für jedes vorhersagbare {\displaystyle H}, das lokal beschränkt ist, für das also {\displaystyle |H_{n}|<\infty } für alle {\displaystyle n} gilt.

Diese Aussage wird auch als Martingal-Transformationssatz bezeichnet.

## Folgerungen
Aus der obigen Aussage über die Stabilität von Martingalen unter dem diskreten stochastischen Integral lässt sich folgender Schluss ziehen: Nimmt man als Spieler an einem fairen Spiel {\displaystyle X} über mehrere Runden Teil mit einer Spielstrategie {\displaystyle H}, die darin besteht, in der Runde {\displaystyle n} einen Einsatz von {\displaystyle H_{n}} zu setzen, so gibt es keine unter diesen Strategien, die für den Spieler vorteilhafter als andere wäre. Das faire Spiel entspricht einem Martingal, der Gewinn nach der n-ten Runde ist dann die Martingaltransformierte von {\displaystyle H} und {\displaystyle X}. Da es sich hierbei aber stets wieder um ein Martingal handelt, kann das Spiel nicht durch eine Spielstrategie so verändert werden, dass es für den Spieler vorteilhaft wäre, was einem Submartingal entspräche.
Vergleichbare Aussagen über eine mögliche Verbesserung des Gesamtgewinns durch Abbruchstrategien liefert das Optional Stopping Theorem.